# Liste des lauréats du prix Nobel de littérature

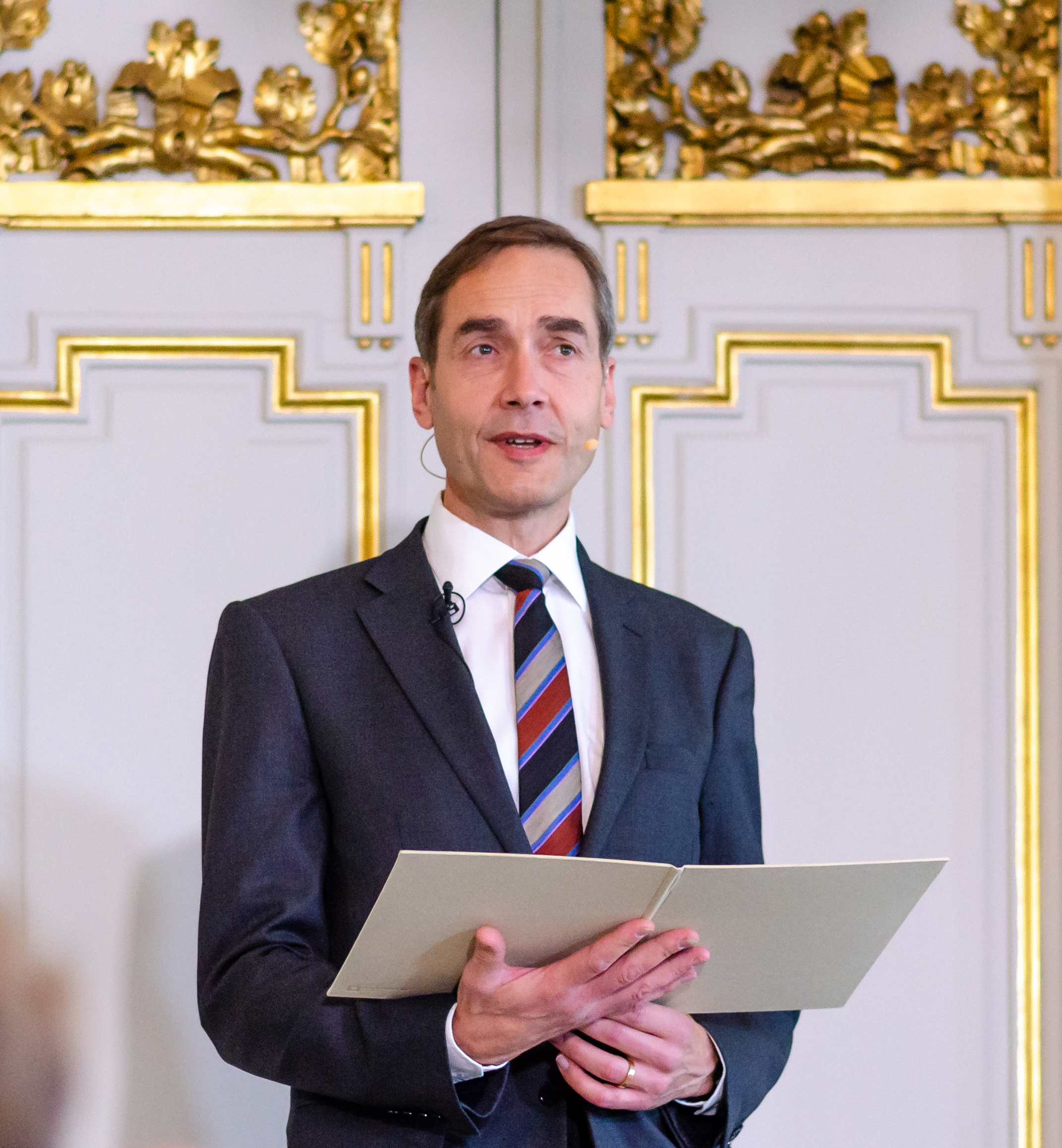
Mats Malm, le secrétaire permanent de l'Académie suédoise, annonçant le prix Nobel de littérature 2022.

Cet article recense les lauréats du prix Nobel de littérature.

## Histoire et statistiques
Le prix Nobel de littérature est décerné annuellement depuis 1901 par l'Académie suédoise à un ou une écrivain pour ses contributions au domaine de la littérature.
- En 2024, le prix a été attribué à 121 récipiendaires[1].
- Il n'a pas été décerné à 7 reprises (en 1914 et 1918 à cause de la Première Guerre mondiale, en 1935 et entre 1940 et 1943 à cause de la Seconde Guerre mondiale), mais a été décerné à deux lauréats en 1904, 1917, 1966 et 1974.
- 18 femmes ont été lauréates, la deuxième plus forte proportion de tous les prix Nobel (après le prix Nobel de la paix).
- La liste suivante récapitule les langues d'écriture des lauréats :

- Anglais : 33 auteurs
- Français : 16
- Allemand : 15
- Espagnol : 11
- Suédois : 7
- Italien, russe : 6
- Polonais : 5
- Norvégien : 4
- Danois : 3
- Chinois, grec, japonais : 2
- Arabe, bengali, coréen, hébreu, hongrois, islandais, provençal, serbo-croate, tchèque, turc, yiddish : 1

- Concernant la ou les nationalités des lauréats :

- France : 16
- Royaume-Uni : 13
- États-Unis : 12
- Allemagne : 10
- Suède : 8
- Espagne, Italie, Pologne : 6
- Danemark, Irlande, Norvège, Union soviétique : 4
- Afrique du Sud, Autriche, Chili, Chine, Grèce, Japon, Suisse : 2
- Apatride, Australie, Belgique, Biélorussie, Bulgarie, Canada, Colombie, Corée du Sud, Égypte, Finlande, Guatemala, Hongrie, Inde, Islande, Israël, Maurice, Mexique, Nigeria, Pérou, Portugal, Roumanie, Sainte-Lucie, Tanzanie, Tchécoslovaquie, Trinité-et-Tobago, Turquie, Yougoslavie : 1

- En moyenne, un lauréat reçoit le prix vers 65 ans.

## Lauréats
- La liste suivante recense les lauréats du prix Nobel de littérature, ordonnés par année d'attribution du prix.
- La colonne « Pays » indique la ou les nationalités du lauréat au moment du prix ; dans plusieurs cas, tout particulièrement lors des bouleversements géopolitiques des Première et Seconde Guerres mondiales, la nationalité peut être difficile à établir avec certitude.
- La colonne « Langue(s) » liste la ou les langues dans lesquels le lauréat a écrit la majeure partie de son œuvre.
- La colonne « Âge » correspond à l'âge du lauréat à l'annonce du prix.

| Année | Photo       | Lauréat                               | Pays                                                            | Langue(s)           | Âge         | Genre                                                              |             |
| ----- | ----------- | ------------------------------------- | --------------------------------------------------------------- | ------------------- | ----------- | ------------------------------------------------------------------ | ----------- |
| 1901  |             | Sully Prudhomme (1839 - 1907)         | France                                                          | Français            | 62          | poésie, essai                                                      |             |
| 1902  |             | Theodor Mommsen (1817 - 1903)         | Empire allemand                                                 | Allemand            | 85          | histoire, droit                                                    |             |
| 1903  |             | Bjørnstjerne Bjørnson (1832 - 1910)   | Norvège                                                         | Norvégien           | 71          | poésie, roman, théâtre                                             |             |
| 1904  |             | José de Echegaray (1832 - 1916)       | Royaume d'Espagne                                               | Espagnol            | 72          | théâtre                                                            |             |
| 1904  |             | Frédéric Mistral (1830 - 1914)        | France                                                          | Provençal           | 74          | poésie, philologie                                                 |             |
| 1905  |             | Henryk Sienkiewicz (1846 - 1916)      | Royaume de Pologne                                              | Polonais            | 59          | roman                                                              |             |
| 1906  |             | Giosuè Carducci (1835 - 1907)         | Royaume d'Italie                                                | Italien             | 71          | poésie                                                             |             |
| 1907  |             | Rudyard Kipling (1865 - 1936)         | Royaume-Uni                                                     | Anglais             | 41          | roman, nouvelle, poésie                                            |             |
| 1908  |             | Rudolf Christoph Eucken (1846 - 1926) | Empire allemand                                                 | Allemand            | 62          | philosophie                                                        |             |
| 1909  |             | Selma Lagerlöf (1858 - 1940)          | Suède                                                           | Suédois             | 51          | roman, nouvelle                                                    |             |
| 1910  |             | Paul von Heyse (1830 - 1914)          | Empire allemand                                                 | Allemand            | 80          | poésie, théâtre, roman, nouvelle                                   |             |
| 1911  |             | Maurice Maeterlinck (1862 - 1949)     | Belgique                                                        | Français            | 49          | théâtre, poésie, essai                                             |             |
| 1912  |             | Gerhart Hauptmann (1862 - 1946)       | Empire allemand                                                 | Allemand            | 50          | théâtre, roman                                                     |             |
| 1913  |             | Rabindranath Tagore (1861 - 1941)     | Inde                                                            | Bengali et anglais  | 52          | poésie, roman, théâtre, nouvelle, essai, traduction                |             |
| 1914  | Non décerné | Non décerné                           | Non décerné                                                     | Non décerné         | Non décerné | Non décerné                                                        | Non décerné |
| 1915  |             | Romain Rolland (1866 - 1944)          | France                                                          | Français            | 49          | roman                                                              |             |
| 1916  |             | Verner von Heidenstam (1859 - 1940)   | Suède                                                           | Suédois             | 56          | poésie, roman                                                      |             |
| 1917  |             | Karl Adolph Gjellerup (1857 - 1919)   | Danemark                                                        | Danois et allemand  | 60          | poésie                                                             |             |
| 1917  |             | Henrik Pontoppidan (1857 - 1943)      | Danemark                                                        | Danois              | 60          | roman                                                              |             |
| 1918  | Non décerné | Non décerné                           | Non décerné                                                     | Non décerné         | Non décerné | Non décerné                                                        | Non décerné |
| 1919  |             | Carl Spitteler (1845 - 1924)          | Suisse                                                          | Allemand            | 74          | poésie                                                             |             |
| 1920  |             | Knut Hamsun (1859 - 1952)             | Norvège                                                         | Norvégien           | 61          | roman                                                              |             |
| 1921  |             | Anatole France (1844 - 1924)          | France                                                          | Français            | 77          | roman, poésie                                                      |             |
| 1922  |             | Jacinto Benavente (1866 - 1954)       | Royaume d'Espagne                                               | Espagnol            | 56          | théâtre                                                            |             |
| 1923  |             | W. B. Yeats (1865 - 1939)             | État libre d'Irlande                                            | Anglais             | 58          | poésie                                                             |             |
| 1924  |             | Władysław Reymont (1867 - 1925)       | Pologne                                                         | Polonais            | 57          | roman                                                              |             |
| 1925  |             | George Bernard Shaw (1856 - 1950)     | Royaume-Uni État libre d'Irlande                                | Anglais             | 69          | théâtre, essai                                                     |             |
| 1926  |             | Grazia Deledda (1871 - 1936)          | Royaume d'Italie                                                | Italien             | 55          | poésie, roman                                                      |             |
| 1927  |             | Henri Bergson (1859 - 1941)           | France                                                          | Français            | 68          | philosophie                                                        |             |
| 1928  |             | Sigrid Undset (1882 - 1949)           | Norvège Danemark                                                | Norvégien           | 46          | roman                                                              |             |
| 1929  |             | Thomas Mann (1875 - 1955)             | Allemagne                                                       | Allemand            | 54          | roman, nouvelle, essai                                             |             |
| 1930  |             | Sinclair Lewis (1885 - 1951)          | États-Unis                                                      | Anglais             | 45          | roman, nouvelle, théâtre                                           |             |
| 1931  |             | Erik Axel Karlfeldt (1864 - 1931)     | Suède                                                           | Suédois             | 67          | poésie                                                             |             |
| 1932  |             | John Galsworthy (1867 - 1933)         | Royaume-Uni                                                     | Anglais             | 65          | roman                                                              |             |
| 1933  |             | Ivan Bounine (1870 - 1953)            | Apatride (né dans l'Empire russe)                               | Russe               | 63          | nouvelle, poésie, roman                                            |             |
| 1934  |             | Luigi Pirandello (1867 - 1936)        | Royaume d'Italie                                                | Italien             | 67          | théâtre, roman, nouvelle                                           |             |
| 1935  | Non décerné | Non décerné                           | Non décerné                                                     | Non décerné         | Non décerné | Non décerné                                                        | Non décerné |
| 1936  |             | Eugene O'Neill (1888 - 1953)          | États-Unis                                                      | Anglais             | 48          | théâtre                                                            |             |
| 1937  |             | Roger Martin du Gard (1881 - 1958)    | France                                                          | Français            | 56          | roman                                                              |             |
| 1938  |             | Pearl Buck (1892 - 1973)              | États-Unis                                                      | Anglais             | 46          | roman, biographie                                                  |             |
| 1939  |             | Frans Emil Sillanpää (1888 - 1964)    | Finlande                                                        | Finnois             | 51          | roman                                                              |             |
| 1940  | Non décerné | Non décerné                           | Non décerné                                                     | Non décerné         | Non décerné | Non décerné                                                        | Non décerné |
| 1941  | Non décerné | Non décerné                           | Non décerné                                                     | Non décerné         | Non décerné | Non décerné                                                        | Non décerné |
| 1942  | Non décerné | Non décerné                           | Non décerné                                                     | Non décerné         | Non décerné | Non décerné                                                        | Non décerné |
| 1943  | Non décerné | Non décerné                           | Non décerné                                                     | Non décerné         | Non décerné | Non décerné                                                        | Non décerné |
| 1944  |             | Johannes V. Jensen (1873 - 1950)      | Danemark                                                        | Danois              | 71          | roman, nouvelle                                                    |             |
| 1945  |             | Gabriela Mistral (1889 - 1957)        | Chili                                                           | Espagnol            | 56          | poésie                                                             |             |
| 1946  |             | Hermann Hesse (1877 - 1962)           | Allemagne occupée Suisse                                        | Allemand            | 69          | roman, poésie                                                      |             |
| 1947  |             | André Gide (1869 - 1951)              | France                                                          | Français            | 78          | roman, essai, théâtre, mémoires                                    |             |
| 1948  |             | T. S. Eliot (1888 - 1965)             | Royaume-Uni (né aux États-Unis)                                 | Anglais             | 60          | poésie, essai, théâtre                                             |             |
| 1949  |             | William Faulkner (1897 - 1962)        | États-Unis                                                      | Anglais             | 52          | roman, nouvelle                                                    |             |
| 1950  |             | Bertrand Russell (1872 - 1970)        | Royaume-Uni                                                     | Anglais             | 78          | philosophie, essai                                                 |             |
| 1951  |             | Pär Lagerkvist (1891 - 1974)          | Suède                                                           | Suédois             | 60          | poésie, roman, nouvelle, théâtre                                   |             |
| 1952  |             | François Mauriac (1885 - 1970)        | France                                                          | Français            | 67          | roman, nouvelle                                                    |             |
| 1953  |             | Winston Churchill (1874 - 1965)       | Royaume-Uni                                                     | Anglais             | 79          | histoire, essai, mémoires                                          |             |
| 1954  |             | Ernest Hemingway (1899 - 1961)        | États-Unis                                                      | Anglais             | 55          | roman, nouvelle, scénario                                          |             |
| 1955  |             | Halldór Laxness (1902 - 1998)         | Islande                                                         | Islandais           | 53          | roman, nouvelle, théâtre, poésie                                   |             |
| 1956  |             | Juan Ramón Jiménez (1881 - 1958)      | Espagne                                                         | Espagnol            | 75          | poésie, roman                                                      |             |
| 1957  |             | Albert Camus (1913 - 1960)            | France (né en Algérie française)                                | Français            | 44          | roman, nouvelle, théâtre, philosophie, essai                       |             |
| 1958  |             | Boris Pasternak (1890 - 1960)         | Union soviétique                                                | Russe               | 70          | roman, poésie, traduction                                          |             |
| 1959  |             | Salvatore Quasimodo (1901 - 1968)     | Italie                                                          | Italien             | 58          | poésie                                                             |             |
| 1960  |             | Saint-John Perse (1887 - 1975)        | France                                                          | Français            | 73          | poésie                                                             |             |
| 1961  |             | Ivo Andrić (1892 - 1975)              | RFP Yougoslavie (né en Autriche-Hongrie)                        | Serbo-croate        | 69          | roman, nouvelle                                                    |             |
| 1962  |             | John Steinbeck (1902 - 1968)          | États-Unis                                                      | Anglais             | 60          | roman, nouvelle, scénario                                          |             |
| 1963  |             | Georges Séféris (1900 - 1971)         | Royaume de Grèce (né dans l'Empire ottoman)                     | Grec                | 63          | poésie, essai, mémoires                                            |             |
| 1964  |             | Jean-Paul Sartre (1905 - 1980)        | France                                                          | Français            | 59          | philosophie, roman, théâtre, essai, nouvelle, scénario             |             |
| 1965  |             | Mikhaïl Cholokhov (1905 - 1984)       | Union soviétique                                                | Russe               | 60          | roman                                                              |             |
| 1966  |             | Shmuel Yosef Agnon (1888 - 1970)      | Israël (né en Autriche-Hongrie)                                 | Hébreu              | 79          | roman, nouvelle                                                    |             |
| 1966  |             | Nelly Sachs (1891 - 1970)             | Allemagne Suède                                                 | Allemand            | 75          | poésie, théâtre                                                    |             |
| 1967  |             | Miguel Ángel Asturias (1899 - 1974)   | Guatemala                                                       | Espagnol            | 68          | roman, poésie                                                      |             |
| 1968  |             | Yasunari Kawabata (1899 - 1972)       | Japon                                                           | Japonais            | 69          | roman, nouvelle                                                    |             |
| 1969  |             | Samuel Beckett (1906 - 1989)          | Irlande                                                         | Français et anglais | 63          | roman, théâtre, poésie                                             |             |
| 1970  |             | Alexandre Soljenitsyne (1918 - 2008)  | Union soviétique                                                | Russe               | 52          | roman, essai, nouvelle                                             |             |
| 1971  |             | Pablo Neruda (1904 - 1973)            | Chili                                                           | Espagnol            | 67          | poésie                                                             |             |
| 1972  |             | Heinrich Böll (1917 - 1985)           | Allemagne de l'Ouest                                            | Allemand            | 55          | roman, nouvelle                                                    |             |
| 1973  |             | Patrick White (1912 - 1990)           | Australie (né au Royaume-Uni)                                   | Anglais             | 61          | roman, nouvelle, théâtre                                           |             |
| 1974  |             | Eyvind Johnson (1900 - 1976)          | Suède                                                           | Suédois             | 74          | roman                                                              |             |
| 1974  |             | Harry Martinson (1904 - 1978)         | Suède                                                           | Suédois             | 70          | poésie, roman, théâtre                                             |             |
| 1975  |             | Eugenio Montale (1896 - 1981)         | Italie                                                          | Italien             | 79          | poésie                                                             |             |
| 1976  |             | Saul Bellow (1915 - 2005)             | États-Unis (né au Canada)                                       | Anglais             | 61          | roman, nouvelle                                                    |             |
| 1977  |             | Vicente Aleixandre (1898 - 1984)      | Espagne                                                         | Espagnol            | 79          | poésie                                                             |             |
| 1978  |             | Isaac Bashevis Singer (1902 - 1991)   | États-Unis Pologne                                              | Yiddish             | 76          | roman, nouvelle, mémoires                                          |             |
| 1979  |             | Odysséas Elýtis (1911 - 1996)         | Grèce                                                           | Grec                | 68          | poésie, essai                                                      |             |
| 1980  |             | Czesław Miłosz (1911 - 2004)          | Pologne (né dans l'Empire russe)                                | Polonais            | 69          | poésie, essai                                                      |             |
| 1981  |             | Elias Canetti (1905 - 1994)           | Royaume-Uni Bulgarie                                            | Allemand            | 76          | roman, théâtre, mémoires, essai                                    |             |
| 1982  |             | Gabriel García Márquez (1927 - 2014)  | Colombie                                                        | Espagnol            | 55          | roman, nouvelle, scénario                                          |             |
| 1983  |             | William Golding (1911 - 1993)         | Royaume-Uni                                                     | Anglais             | 72          | roman, poésie, théâtre                                             |             |
| 1984  |             | Jaroslav Seifert (1901 - 1986)        | Tchécoslovaquie (né en Autriche-Hongrie)                        | Tchèque             | 83          | poésie                                                             |             |
| 1985  |             | Claude Simon (1913 - 2005)            | France (né dans la colonie de Madagascar)                       | Français            | 72          | roman, essai                                                       |             |
| 1986  |             | Wole Soyinka (né en 1934)             | Nigeria                                                         | Anglais             | 52          | théâtre, roman, poésie, scénario                                   |             |
| 1987  |             | Joseph Brodsky (1940 - 1996)          | États-Unis Union soviétique                                     | Russe et anglais    | 47          | poésie, essai                                                      |             |
| 1988  |             | Naguib Mahfouz (1911 - 2006)          | Égypte                                                          | Arabe               | 77          | roman, nouvelle                                                    |             |
| 1989  |             | Camilo José Cela (1916 - 2002)        | Espagne                                                         | Espagnol            | 73          | roman, nouvelle, essai, poésie                                     |             |
| 1990  |             | Octavio Paz (1914 - 1998)             | Mexique                                                         | Espagnol            | 76          | poésie, essai                                                      |             |
| 1991  |             | Nadine Gordimer (1923 - 2014)         | Afrique du Sud                                                  | Anglais             | 68          | roman, nouvelle, essai, théâtre                                    |             |
| 1992  |             | Derek Walcott (1930 - 2017)           | Sainte-Lucie                                                    | Anglais             | 62          | poésie, théâtre                                                    |             |
| 1993  |             | Toni Morrison (1931 - 2019)           | États-Unis                                                      | Anglais             | 62          | roman, essai                                                       |             |
| 1994  |             | Kenzaburō Ōe (1935 - 2023)            | Japon                                                           | Japonais            | 59          | roman, nouvelle, essai                                             |             |
| 1995  |             | Seamus Heaney (1939 - 2013)           | Irlande                                                         | Anglais             | 56          | poésie, théâtre, traduction, essai                                 |             |
| 1996  |             | Wisława Szymborska (1923 - 2012)      | Pologne                                                         | Polonais            | 73          | poésie, essai, traduction                                          |             |
| 1997  |             | Dario Fo (1926 - 2016)                | Italie                                                          | Italien             | 71          | théâtre, paroles de chanson                                        |             |
| 1998  |             | José Saramago (1922 - 2010)           | Portugal                                                        | Portugais           | 76          | roman, théâtre, poésie                                             |             |
| 1999  |             | Günter Grass (1927 - 2015)            | Allemagne (né dans la ville libre de Dantzig)                   | Allemand            | 72          | roman, théâtre, poésie, essai                                      |             |
| 2000  |             | Gao Xingjian (né en 1940)             | France Chine                                                    | Chinois             | 60          | roman, théâtre, essai                                              |             |
| 2001  |             | V. S. Naipaul (1932 - 2018)           | Royaume-Uni Trinité-et-Tobago                                   | Anglais             | 69          | roman, essai                                                       |             |
| 2002  |             | Imre Kertész (1929 - 2016)            | Hongrie                                                         | Hongrois            | 73          | roman                                                              |             |
| 2003  |             | J. M. Coetzee (né en 1940)            | Afrique du Sud                                                  | Anglais             | 63          | roman, essai, traduction                                           |             |
| 2004  |             | Elfriede Jelinek (née en 1946)        | Autriche                                                        | Allemand            | 58          | roman, théâtre                                                     |             |
| 2005  |             | Harold Pinter (1930 - 2008)           | Royaume-Uni                                                     | Anglais             | 75          | théâtre, scénario, poésie                                          |             |
| 2006  |             | Orhan Pamuk (né en 1952)              | Turquie                                                         | Turc                | 54          | roman, scénario, autobiographie, essai                             |             |
| 2007  |             | Doris Lessing (1919 - 2013)           | Royaume-Uni (née en Iran)                                       | Anglais             | 88          | roman, nouvelle, mémoires / autobiographie, théâtre, poésie, essai |             |
| 2008  |             | J. M. G. Le Clézio (né en 1940)       | France Maurice                                                  | Français            | 68          | roman, nouvelle, essai, traduction                                 |             |
| 2009  |             | Herta Müller (née en 1953)            | Allemagne Roumanie                                              | Allemand            | 56          | roman, nouvelle, poésie, essai                                     |             |
| 2010  |             | Mario Vargas Llosa (1936 - 2025)      | Pérou Espagne                                                   | Espagnol            | 74          | roman, nouvelle, essai, théâtre, mémoires                          |             |
| 2011  |             | Tomas Tranströmer (1931 - 2015)       | Suède                                                           | Suédois             | 80          | poésie, traduction                                                 |             |
| 2012  |             | Mo Yan (né en 1955)                   | Chine                                                           | Chinois             | 57          | roman, nouvelle                                                    |             |
| 2013  |             | Alice Munro (1931 - 2024)             | Canada                                                          | Anglais             | 82          | nouvelle                                                           |             |
| 2014  |             | Patrick Modiano (né en 1945)          | France                                                          | Français            | 69          | roman, scénario                                                    |             |
| 2015  |             | Svetlana Alexievitch (née en 1948)    | Biélorussie (née en République socialiste soviétique d'Ukraine) | Russe               | 67          | histoire, essai                                                    |             |
| 2016  |             | Bob Dylan (né en 1941)                | États-Unis                                                      | Anglais             | 75          | poésie, paroles de chanson                                         |             |
| 2017  |             | Kazuo Ishiguro (né en 1954)           | Royaume-Uni (né au Japon)                                       | Anglais             | 63          | roman, scénario, nouvelle                                          |             |
| 2018  |             | Olga Tokarczuk (née en 1962)          | Pologne                                                         | Polonais            | 56          | roman, nouvelle, poésie, essai, scénario                           |             |
| 2019  |             | Peter Handke (né en 1942)             | Autriche                                                        | Allemand            | 77          | roman, nouvelle, théâtre, essai, traduction, scénario              |             |
| 2020  |             | Louise Glück (1943 - 2023)            | États-Unis                                                      | Anglais             | 77          | poésie, essai                                                      |             |
| 2021  |             | Abdulrazak Gurnah (né en 1948)        | Tanzanie Royaume-Uni (né à Zanzibar)                            | Anglais             | 72          | roman, nouvelle, essai                                             |             |
| 2022  |             | Annie Ernaux (née en 1940)            | France                                                          | Français            | 82          | mémoires, roman                                                    |             |
| 2023  |             | Jon Fosse (né en 1959)                | Norvège                                                         | Norvégien           | 64          | théâtre, roman, poésie, essai                                      |             |
| 2024  |             | Han Kang (née en 1970)                | Corée du Sud                                                    | Coréen              | 53          | roman, poésie                                                      |             |